# Robert Louis Stevenson
Robert Lewis Balfour Stevenson (ur. 13 listopada 1850 w Edynburgu, zm. 3 grudnia 1894 w Vailimie) – szkocki powieściopisarz, poeta i reportażysta podróżnik, główny reprezentant neoromantyzmu w literaturze brytyjskiej.

## Życiorys
Stevenson urodził się w Edynburgu (Szkocja). Jego ojciec Thomas Stevenson i dziadek Robert Stevenson byli projektantami i inżynierami. Prawdopodobnie po swojej matce, Margaret Balfour, pisarz odziedziczył słabe płuca, podatne na rozwój gruźlicy. Stevenson spędzał zimy w domu z pielęgniarką czytającą mu Biblię. Podczas lata zachęcano go do zabaw na świeżym powietrzu. Był przygotowywany by pójść w ślady ojca i dziadka, ale nie chciał tego. Postanowił studiować literaturę angielską. Resztę życia spędził na podróżach i szukaniu lepszego klimatu dla zdrowia często wyjeżdżał do Belgii i Francji w celach leczniczych. We Francji przebywał w towarzystwie młodych artystów: malarzy i pisarzy. Jego pierwszą opublikowaną pracą był esej Roads, a pierwsze książki miały tematykę podróżniczą. W 1878 r. ukazała się An Inland Voyage, o podróży drogą wodną z Antwerpii do północnej Francji, która przyniosła uznanie i podziw dla zmysłu obserwacyjnego młodego autora.
Dwa lata wcześniej, w sierpniu 1876 r., w podparyskiej wiosce Stevenson poznał swoją przyszłą żonę – Fanny Vandergrift Osbourne, żyjącą w separacji z mężem. Fanny miała trójkę dzieci z pierwszego małżeństwa (Isobel, Lloyd i Hervey Osbourne’owie). Pobrali się w 1879 r. w Kalifornii. Doświadczenia z pobytu na kontynencie stały się podstawą książki The Amateur Emigrant. Napisał ją w 1880 r., ale wydał drukiem dopiero 14 lat później, w roku 1894. Przez niektórych biografów Stevensona uważana jest ona za jego największe osiągnięcie. Wyróżnia się spośród innych wnikliwością obserwacji psychologicznych, dostrzeżeniem cierpienia i nędzy ludzi.
Pierwszy okres twórczości, oparty na doświadczeniach pisarza, podsumowuje powieść The Silverado Squatters powstała po jego oryginalnej podróży poślubnej – wraz z żoną spędził trzy tygodnie w opuszczonej kopalni srebra w Kalifornii.
Stevenson przez całe życie pisał nowele. Te zebrane w tomie zatytułowanym New Arabian Nights (Nowe noce arabskie), wydanym w 1882 r., zostały uznane przez krytyków za wybitne osiągnięcie literackie, zaś „sztandarowymi” powieściami Stevensona są: Wyspa skarbów, Porwany za młodu oraz nowela Doktor Jekyll i pan Hyde.
Ważną dla osoby Stevensona i jego twórczości postacią był jego pasierb, Lloyd Osbourne. To dla niego Stevenson zaczął tworzyć Wyspę skarbów. Pisanie powieści rozpoczęło się od zabaw z dwunastoletnim wówczas przybranym synem w rysowanie pirackiej mapy. Gdy Lloyd Osbourne dorósł, zaczęli pisać razem, a najbardziej znaną z ich wspólnych powieści była czarna komedia Bagaż nie z tej ziemi, w 1966 r. sfilmowana przez Bryana Forbesa z Michaelem Caine’em w roli głównej, później przerobiona także na musical.
Stevenson zmarł w wieku 44 lat na udar mózgu, spowodowany zażywaniem przez większą część życia opium i laudanum.

## Twórczość
- Roads – esej (1877)
- An Inland Voyage (1878)
- Podróże z osłem przez góry Sewenny (Travels with a Donkey in the Cévennes, 1879, wyd. pol. 2025)
- Wyspa skarbów (Treasure Island, 1883 wyd. pol. 1893)
- Silverado Squatters (1883)
- Czarna strzała (The Black Arrow 1884)
- Porwany za młodu[1] (Kidnapped, 1886)
- Doktor Jekyll i pan Hyde (Strange Case of Dr. Jekyll and Mr. Hyde, 1886 wyd. pol. 1909)
- The New Arabian Nights (1882)
- Hiena cmentarna (The Body Snatcher, 1885)
- A Child’s Garden of Verses (1885)
- Pan Dziedzic Ballantrae (The Master of Ballantrae 1888)
- Bagaż nie z tej ziemi (The Wrong Box; wspólnie z Lloydem Osbournem), (1892)
- The Wrecker (wspólnie z Lloydem Osbournem, 1892)
- Katriona (Catriona 1893)
- The Amateur Emigrant (1894)
- The Ebb-Tide (wspólnie z Lloydem Osbournem, 1894)
- In the South Seas (1896)
- Weir of Hermiston (1896, niedokończone)
- St Ives, czyli przygody francuskiego jeńca w Anglii (1897, niedokończone)